# Red Devil (напиток)

Рэд Дэвил (англ. Red Devil) — энергетический напиток с относительно низким содержанием таурина. Существует алкогольная неэнергетическая версии напитка.
Изначально напиток разливался в Нидерландах и Польше. Права же на производство Red Devil на территории Российской Федерации в 2005 году были проданы компании «Хэппиленд», возглавляемой российской бизнесвумен Ольгой Курбатовой.
По данным агентства «Бизнес Аналитика» Red Devil являлся одним из наиболее популярных энергетических напитков на территории России: в частности в Санкт-Петербурге и Москве на долю данного напитка приходилось 36 % от всего рынка энергетических напитков, по состоянию на 2003 год. При этом его основные конкуренты, энергетики Adrenaline Rush и Red Bull, значительно отстали, имея 23 и 15 процентов соответственно.
Впрочем, с течением времени ситуация изменилась, и на 2007 год Red Devil имел лишь 6,6 % долю на рынке, занимая лишь четвёртое место на рынке энергетических напитков.
В 2015 году в Российской Федерации исчезла с прилавков алкогольная энергетическая версия напитка.

## Состав
Ниже представлен состав безалкогольного энергетического напитка. Все числа указаны в перерасчёте на 100 грамм продукта (объём банки обычно 0,33—0,5л). Сведения переписаны с упаковок до изменения состава в 2015 году и не проверены на достоверность.
| Составляющие                  | Объём |
| ----------------------------- | ----- |
| Энергетическая ценность, кКал | 52,8  |
| Углеводы, г                   | 12,5  |
| Таурин, мг                    | 30    |
| Кофеин, мг                    | 30    |
| Аскорбиновая кислота (С), мг  | 24    |
| Ниацин (В3), мг               | 6     |
| Пантотеновая кислота (В5), мг | 2,4   |
| Пиридоксин (В6), мг           | 0,8   |
| Рибофлавин (B2), мг           | 1     |